# Citi Open 2013
Die Citi Open 2013 waren ein Tennisturnier der WTA Tour 2013 für Damen und ein Tennisturnier der ATP World Tour 2013 für Herren, welche zeitgleich vom 27. Juli bis zum 4. August 2013 in Washington, D.C. stattfanden.

## Herrenturnier
→ Qualifikation: Citi Open 2013/Herren/Qualifikation

## Damenturnier
→ Qualifikation: Citi Open 2013/Damen/Qualifikation